# Араи, Лука Кацусабуро
Лука Кацусабуро Араи (17 октября 1904, Япония — 25 июля 1990, Иокогама, Япония) — японский прелат, епископ Иокогамы с 13 декабря 1951 года по 30 октября 1979 год.

## Биография
28 июня 1930 года Лука Кацусабуро Араи был рукоположён в священника.
13 декабря 1951 года Римский папа Пий XII назначил Луку Кацусабуро Араи епископом Иокогамы. 24 февраля 1952 года состоялось рукоположение Луки Кацусабуро Араи в епископа, которое совершил кардинал Максимильен де Фюрстенберг в сослужении с архиепископом Токио кардиналом Петром Тацуо Дои и апостольским викарием Хиросимы Йоганнесом Россом.
Лука Кацусабуро Араи участвовал в работе I, II, III и IV сессиях II Ватиканском соборе.
30 октября 1990 года вышел в отставку. Скончался 25 июля 1990 года в Иокогаме.